# Frémok
Le FRMK (prononcez Frémok) est une maison d'édition de bande dessinée née de la fusion le 22 juin 2002 de l'association belge Fréon - créée par Thierry Van Hasselt, Vincent Fortemps, Olivier Poppe, Olivier Deprez et Denis Deprez - et de l'éditeur français Amok. Les bureaux du FRMK sont situés à Bruxelles.
Cet éditeur représente une « avant-garde » graphique et narrative en matière de bande dessinée. Les livres édités sont peu nombreux mais luxueux et d'une grande exigence éditoriale et conceptuelle.
Le FRMK est le lieu de toutes les expériences, véritable carrefour créatif, et pont de la figuration narrative vers l'art contemporain, la peinture ou la danse à l'instar de Brutalis de Thierry Van Hasselt. Le FRMK a également traduit les bandes dessinées philosophiques de Martin Tom Dieck (Salut, Deleuze !). Le FRMK réédite Lycaons d'Alex Barbier, pionnier de la couleur directe, et d'une approche picturale du médium.

## Publications majeures
- Salut, Deleuze ! de Martin Tom Dieck
- Lycaons d'Alex Barbier
- Cowboy Henk d'Herr Seele et Kamagurka, Prix du patrimoine au Festival d'Angoulême 2014
- Souvenir d'une journée parfaite de Dominique Goblet
- Faune d'Aristophane
- Ovni à Lahti de Marko Turunen
- Les aventures d'Alice au cœur de la Terre de Lewis Carroll, avec illustrations originales de l'auteur et traduction en français.
- Paysage après la bataille de Philippe de Pierpont et Éric Lambé, Fauve d'or au Festival d'Angoulême 2017
- Qui mange des couteaux de Zoé Jusseret[2],[3],[4],[5].